# Нірмала Деві (борчиня)
Нірмала Деві (англ. Nirmala Devi; нар. 26 червня 1984, село Гірай, округ Гісар, штат Хар'яна) — індійська борчиня вільного стилю, триразова чемпіонка та срібна призерка чемпіонатів Співдружності, срібна призерка чемпіонату Азії, срібна призерка Ігор Співдружності.

## Життєпис
Боротьбою почала займатися з 2000 року. У 2008 році стала бронзовою призеркою чемпіонату Азії серед юніорів.
Виступала за Центральний спортивний клуб Гісара. Тренер — Раджиндер Сінгх (з 2010).

## Спортивні результати на міжнародних змаганнях

### Виступи на Чемпіонатах світу
| Змагання                        | Збірна | Вагова категорія          | Місце |
| ------------------------------- | ------ | ------------------------- | ----- |
| Чемпіонат світу з боротьби 2007 | Індія  | жіноча боротьба, до 48 кг | 32    |
| Чемпіонат світу з боротьби 2009 | Індія  | жіноча боротьба, до 48 кг | 20    |
| Чемпіонат світу з боротьби 2010 | Індія  | жіноча боротьба, до 48 кг | 17    |
| Чемпіонат світу з боротьби 2013 | Індія  | жіноча боротьба, до 48 кг | 26    |
| Чемпіонат світу з боротьби 2014 | Індія  | жіноча боротьба, до 53 кг | 22    |

### Виступи на Чемпіонатах Азії
| Змагання                       | Збірна | Вагова категорія          | Місце  |
| ------------------------------ | ------ | ------------------------- | ------ |
| Чемпіонат Азії з боротьби 2010 | Індія  | жіноча боротьба, до 48 кг | 5      |
| Чемпіонат Азії з боротьби 2020 | Індія  | жіноча боротьба, до 50 кг | Срібло |

### Виступи на Азійських іграх
| Змагання           | Збірна | Вагова категорія          | Місце |
| ------------------ | ------ | ------------------------- | ----- |
| Азійські ігри 2010 | Індія  | жіноча боротьба, до 48 кг | 9     |

### Виступи на Кубках світу
| Змагання                    | Збірна | Вагова категорія          | Місце |
| --------------------------- | ------ | ------------------------- | ----- |
| Кубок світу з боротьби 2020 | Індія  | жіноча боротьба, до 50 кг | 8     |

### Виступи на Чемпіонатах Співдружності
| Змагання                                | Збірна | Вагова категорія          | Місце  |
| --------------------------------------- | ------ | ------------------------- | ------ |
| Чемпіонат Співдружності з боротьби 2005 | Індія  | жіноча боротьба, до 48 кг | Золото |
| Чемпіонат Співдружності з боротьби 2007 | Індія  | жіноча боротьба, до 48 кг | Золото |
| Чемпіонат Співдружності з боротьби 2013 | Індія  | жіноча боротьба, до 48 кг | Золото |
| Чемпіонат Співдружності з боротьби 2017 | Індія  | жіноча боротьба, до 50 кг | Срібло |

### Виступи на Іграх Співдружності
| Змагання                | Збірна | Вагова категорія          | Місце  |
| ----------------------- | ------ | ------------------------- | ------ |
| Ігри Співдружності 2010 | Індія  | жіноча боротьба, до 48 кг | Срібло |

### Виступи на інших змаганнях
| Змагання                                    | Збірна | Вагова категорія          | Місце  |
| ------------------------------------------- | ------ | ------------------------- | ------ |
| Кубок Президента Казахстану з боротьби 2015 | Індія  | жіноча боротьба, до 53 кг | Срібло |
| Pro Wrestling League 2015                   | Індія  | команда                   | Срібло |
| Pro Wrestling League 2017                   | Індія  | команда                   | Золото |
| Pro Wrestling League 2018                   | Індія  | команда                   | Золото |
| Меморіал Маттео Пелліконе 2020              | Індія  | жіноча боротьба, до 50 кг | 5      |

### Виступи на змаганнях молодших вікових груп
| Змагання                                      | Збірна | Вагова категорія          | Місце  |
| --------------------------------------------- | ------ | ------------------------- | ------ |
| Чемпіонат світу з боротьби серед юніорів 2003 | Індія  | жіноча боротьба, до 44 кг | 10     |
| Чемпіонат світу з боротьби серед юніорів 2007 | Індія  | жіноча боротьба, до 59 кг | 8      |
| Чемпіонат Азії з боротьби серед юніорів 2008  | Індія  | жіноча боротьба, до 67 кг | Бронза |
| Чемпіонат світу з боротьби серед юніорів 2008 | Індія  | жіноча боротьба, до 67 кг | 8      |